# 福間堯明
福間 堯明（ふくま たかあき）は、戦国時代の武将。毛利氏家臣。父は福間信治。弟に福間元明、西願。通称は彦十郎。苗字は福万とも表記される。

## 生涯
天文8年（1537年）、福間信治の長男として生まれる。
福間氏の後継者とされていたが、天文23年（1554年）の安芸黒瀬衆討伐に従軍した際に戦死。享年18。堯明の戦死により、弟の元明が後継となった。